# 特里原石首魚
特里原石首魚（学名：Protosciaena trewavasae）為輻鰭魚綱鱸形目鱸亞目石首魚科的其中一種，分布中西大西洋區，從哥倫比亞西部至委內瑞拉中部海域，棲息深度70-220公尺，體長可達20公分，棲息在沿海沙泥底質海域，屬肉食性，可做為食用魚。